# Gérard Vuilleumier
Gérard Albert Vuilleumier, född 5 december 1905 i La Chaux-de-Fonds i kantonen Neuchâtel, död 17 april 1984 i Genève, var en schweizisk backhoppare. Han var med i de olympiska vinterspelen i Sankt Moritz 1928 i backhoppning där han kom på 30:e plats. Han var även cyklist och skördade framgångar som amatör och professionell.